# PWS-51
PWS-51 byl polský dvoumístný sportovní letoun z roku 1930 vyrobený společností PWS (Podlaska Wytwórnia Samolotów, Podlaská továrna na letadla). Projekt PWS-51 byl speciálně určen pro polskou účast v mezinárodní letecké soutěži Challenge de Tourisme International 1930. Bylo to první sportovní letadlo PWS smíšené konstrukce.

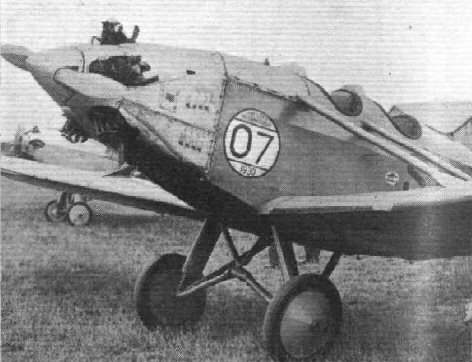
PWS-51 při Challenge 1930

## Vznik a vývoj
Letadlo bylo navrženo v roce 1929 ing. Stanisławem Cywińskim v PWS z iniciativy továrny k účasti na mezinárodní soutěži turistických letadel Challenge 1930 (společně s dalšími výrobky této továrny PWS-8, PWS-50 a PWS-52). Letadlo bylo postaveno za finanční pomoci organizace LOPP (Liga Obrony Powietrznej i Przeciwgazowej, Liga obrany protiletadlové a protiplynové).
Poprvé vzlétlo na jaře 1930 za pilotáže Franciszka Rutkowského v Białe Podlasce. Je pozoruhodné, že bylo jen o 10 kg těžší (na rozdíl od PWS-8 a PWS-50) a jeho maximální rychlost byla o 18 km/h vyšší, než se odhadovalo projektem. Letadlo bylo imatrikulováno na jaře 1930 a létalo s označením SP-ADC. Letoun byl provozován továrním leteckým klubem (Klub Lotniczy P.W.S.).
První prototyp byl vybaven hvězdicovým motorem Armstrong Siddeley Genet o výkonu 80 k. Po zmíněné soutěži byl letoun upraven a osazen jiným hvězdicovým pětiválcovým motorem, Walter Vega 85 k. Třetím motorem, který se na tomto letounu objevil, byl řadový čtyřválec Cirrus Mark III.

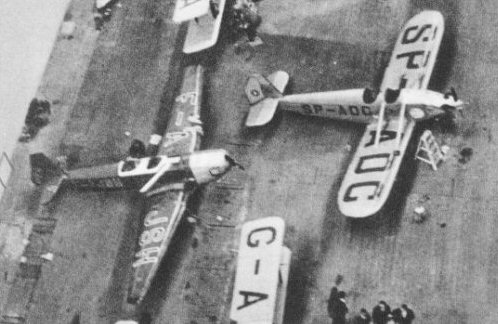
PWS-51 (SP-ADC) na Challenge 1930

## Popis
PWS-51 byl dvousedadlový jednoplošník, byl však proti svému předchůdci PWS-50 mnohem modernější. Křídlo dolnoplošníku bylo drženo dvěma vzpěrami po vzoru starších Avií BH z počátků 20. let. Konstrukce typu byla smíšená, s ocelovou svařovanou kostrou trupu; sedadla letců byla za sebou na rozdíl od PWS-50, kde seděli vedle sebe. K pohonu byl tentokrát vybrán drobný hvězdicový motor Armstrong Siddeley Genet o jmenovitém výkonu 80 k/59 kW a vzletovém 88 k/65 kW.
Trup i podvozek byly svařeny z ocelových trubek, ocasní plochy byly dřevěné, řízení zdvojené a křídla byla lehce demontovatelná. Dvoučlenná posádka s otevřenými kokpity v tandemovém uspořádání ovládala letoun zdvojeným řízením. Přední kokpit (pro alternativního pasažéra) měl odnímatelné řízení. Za zadním sedadlem pro pilota byl menší zavazadlový prostor. Oba výhledy z kokpitu byly kryty čelním sklem. Mimo to vynikal zvýšeným součinitelem bezpečnosti a použitím olejo-pneumatického tlumení; součinitel bezpečnosti se pohyboval v mezích 6.5–8.5. Letoun byl vybaven konvenčním pevným beznápravovým podvozkem se zadní ostruhou. Hlavní palivová nádrž o objemu 100 l byla umístěna v trupu před kabinou. Spotřeba paliva činila 22 l/hod.
Trup byl v průřezu obdélníkový, na horní části zaoblený s překližkovým potahem, s výjimkou sekce motoru, která byla opláštěna duralovým plechem. Křídlo bylo obdélníkového půdorysu se zaoblenými konci, pokryté plátnem s výjimkou náběžných hran, kde byla použita překližka.
Anglický časopis Flight přirovnal tento stroj k britskému letounu Westland Interceptor z roku 1929.

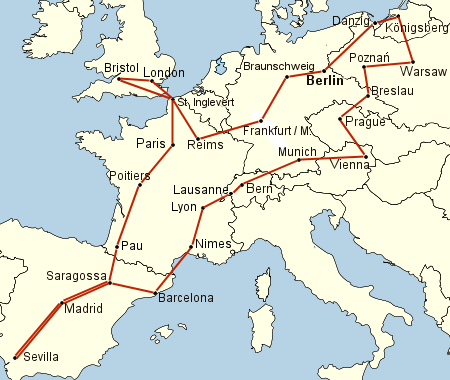
Trasa soutěže Challenge 1930

## Použití
K mezinárodní letecké soutěži Challenge de Tourisme International v roce 1930 bylo přihlášeno 98 letadel z 6 států. Soutěž, jejíž trať měřila 7552 km, byla odstartována 20. července 1930 se 60 startujícími. Polská účast v tomto ročníku byla impozantní. Celkem bylo přihlášeno 16 strojů, 6 přihlásil polský aeroklub (po třech RWD-2 a RWD-4), 4 stroje továrna PWS (PWS-8, PWS-50, PWS-51 a PWS-52), továrna PZL dva stroje PZL-5 a zbytek tvořila letadla účastníků z polských aeroklubů. Všechna letadla PWS byla zařazena do kategorie I. (užitečné zatížení do 400 kg). Do soutěže odstartovalo 12 polských posádek. Letoun PWS-51 se startovním číslem O7 pilotoval Józef Lewoniewski. Mimo něj se soutěže s motorem Walter zúčastnili Švýcaři Jean Brocard a Jean René Pierroz na letounu Breda Ba.15S, který byl osazen motorem Walter Venus. Československo (potažmo Aeroklub RČs.) se toho ročníku nezúčastnilo. Po přeletu v podstatě po celé Evropě byl závod ukončen 7. srpna na letišti Tempelhof, odkud soutěž odstartovala. Soutěž dokončilo 35 letounů. Jean Brocard a Jean René Pierroz na letounu Breda Ba.15S s motorem Walter Venus obsadili 13. místo.

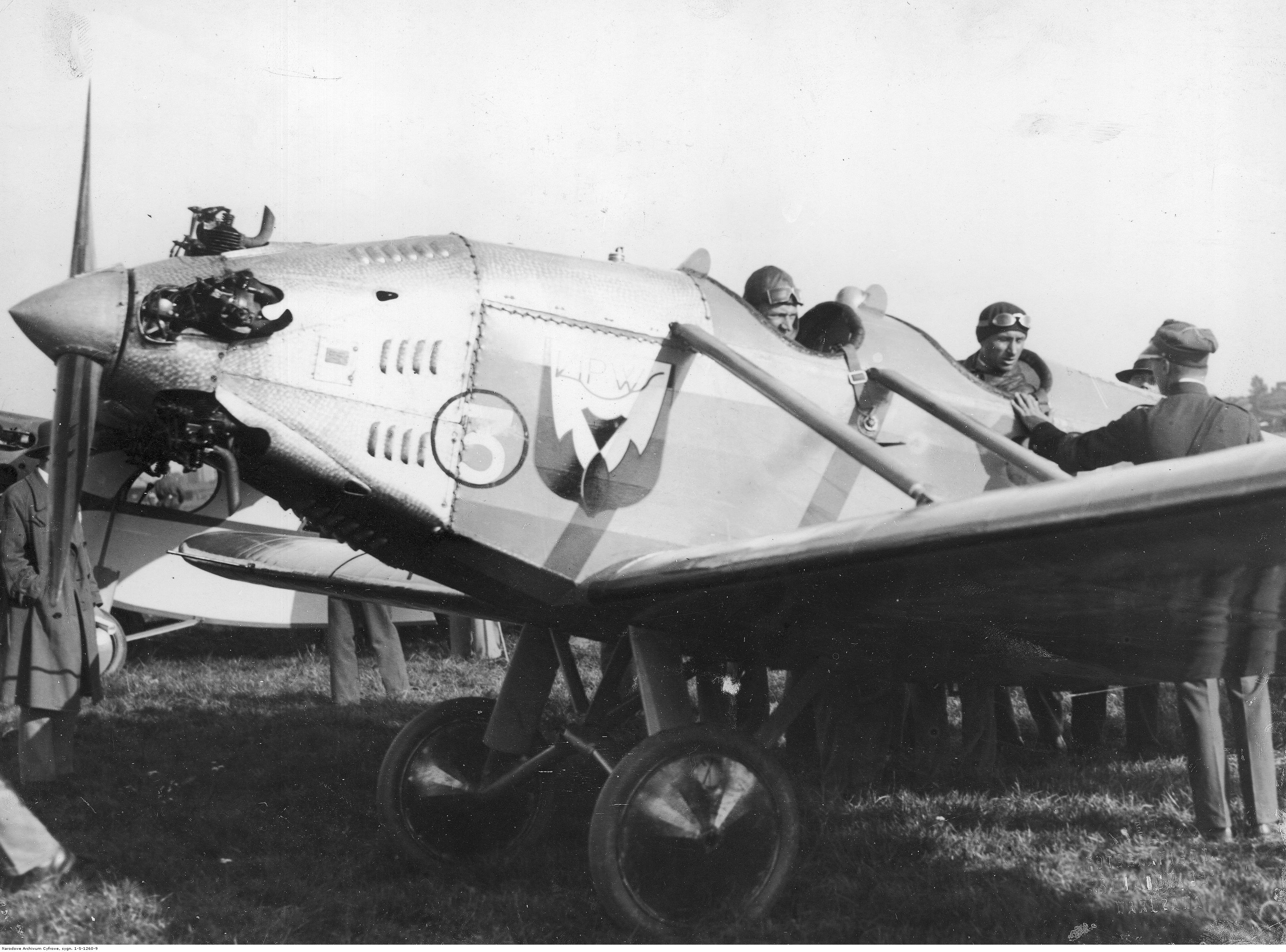
PWS-51, III. národní soutěž lehkých letadel (1930)

Prototyp PWS-51 měl během letu technické problémy a byl ze soutěže diskvalifikován, protože 28. července u Vídně poškodil letadlo, když násilně přistál kvůli poruše benzínového potrubí s poškozeným válcem a tudíž soutěž nedokončil.
Ještě na přelomu září a října 1930 obsadil tento letoun pilotován K. Stefaniukem 10. místo v III. národní soutěži lehkých letadel (III Krajowy Konkurs Awionetek), ale přitom byl letoun poškozen. V roce 1931 byl opraven a byl na něj instalován motor Walter Vega s prstencem Townend z odepsaného letounu PWS-8. V červnu 1933 bylo letadlo opět vážně poškozeno a při renovaci letoun obdržel již třetí motor, řadový Cirrus III, pro změnu z odepsaného letounu PWS-50. V únoru 1934 pilot ing. A. Uszacki se na PWS-51 zúčastnil 4. zimní letecké soutěže Lublin-Podlasie a opět letoun poškodil. Po další renovaci se v květnu 1934 T. Arcinowski zúčastnil soutěže II. let v severovýchodním Polsku. Obsadil velmi slušné 2. místo. Krátce nato, 22. července 1934, letadlo opět havarovalo (v Katovicích), již definitivně. Z polského civilního, leteckého rejstříku bylo odepsáno 30. března 1935.

## Uživatelé
- Polsko
  - Podlaska Wytwórnia Samolotów (PWS)

## Specifikace
Údaje pro prototyp podle

### Technické údaje
- Osádka: 2
- Rozpětí: 10,8 m
- Délka: 7,70 m
- Výška: 2,28 m
- Nosná plocha: 18,0 m2
- Plošné zatížení: 38,9 kg/m2
- Hmotnost prázdného letounu: 440 kg
- Celková hmotnost za letu: 720 kg
- Pohonná jednotka: 2 × použit hvězdicový vzduchem chlazený pětiválcový motor a jednou řadový čtyřválec Cirrus Mark III
- Výkony:
  - Armstrong Siddeley Genet o nominálním výkonu 80 k/59 kW a vzletovém výkonu 88 k/65 kW
  - Walter Vega o nominálním výkonu 85 k (62,5 kW) při 1750 ot/min a vzletovém výkonu 90 k (66,2 kW) při 1800 ot/min
  - Cirrus Mark III o nominálním výkonu 85 k/62,5 kW a vzletovém výkonu 94 k/69 kW
- Spotřeba paliva: 22 l/h
- Vrtule: dvoulistá, dřevěná s pevným nastavením

### Výkony
- Maximální rychlost: 155 km/h
- Cestovní rychlost: 120 km/h
- Minimální rychlost: 70 km/h
- Dolet: 700 km
- Dostup: 2 700 m
- Stoupavost: 2,2 m/s, do 1000 m 10 minut